# Teiuș (okręg Bacău)
Teiuș – wieś w Rumunii, w okręgu Bacău, w gminie Parava. W 2011 roku liczyła 290 mieszkańców.